# Generativna veštačka inteligencija
Generativna veštačka inteligencija (generativna VI, GenAI, or GAI) je veštačka inteligencija sposobna da generiše tekst, slike ili druge podatke koristeći generativne modele, često kao odgovor na upite. Modeli generativne veštačke inteligencije uče obrasce i strukturu svojih ulaznih podataka za obuku, a zatim generišu nove podatke koji imaju slične karakteristike.
Poboljšanja dubokih neuronskih mreža zasnovanih na transformatorima omogućila su VI bum generativnih VI sistema početkom 2020-ih. To uključuje robote za ćaskanje na bazi velikih jezičkih modela (LLM), kao što su ChatGPT, Copilot, Gemini i LLaMA, sisteme tekst-u-sliku za generisanje slika veštačkom inteligencijom kao što su Stabilna difuzija, Midjourney i DALL-E, i AI generatore teksta u video kao što je Sora. Kompanije kao što su OpenAI, Antropik, Majkrosoft, Gugl i Bajdu, kao i brojne manje kompanije razvile su generativne AI modele.
Generativna veštačka inteligencija ima primenu u širokom spektru industrija, uključujući razvoj softvera, zdravstvo, finansije, zabavu, korisničku podršku, prodaju i marketing, umetnost, pisanje, modu, i dizajn proizvoda. Međutim, izražena je zabrinutost u vezi sa potencijalnom zloupotrebom generativne veštačke inteligencije kao što je sajber kriminal, upotreba lažnih vesti ili dipfejkova za obmanu ili manipulaciju ljudima, i masovna zamena ljudskih poslova.